# Museo Utensilia

Il Museo Utensilia di Morro d'Alba (AN) è stato costituito come sezione staccata del Museo della Storia della Mezzadria "Sergio Anselmi" di Senigallia (AN). L'esposizione è articolata in otto sale tematiche. L'attenta osservazione degli oggetti qui esposti permette di comprendere facilmente quale fosse lo stile di vita e il livello di autosufficienza che i mezzadri e le loro famiglie erano stati in grado di raggiungere in un'epoca tramontata, ma ancora relativamente recente. La volontà di mantenere intatta la memoria di questo periodo, di tramandarla nel tempo, viene concretizzata tramite questo museo, realizzato grazie anche alla partecipazione degli abitanti di Morro d'Alba, ai quali appartengono parte degli oggetti presenti.
Dal 2008 la nuova sede del museo è stata allestita nei suggestivi sotterranei del castello La Scarpa, una concatenazione di ambienti tutti diversi tra loro che sono stati costruiti alla fine del Seicento. Nel piano ancora più in profondità sono invece visibili e in parte visitabili i cunicoli realizzati tra Quattro-cinquecento. 
Un'autorevole testimonianza del valore e del grado di progresso raggiunto dalla Scarpa, è rappresentato dal ritrovamento, in una grotta del forte, della più antica bombarda italiana in ferro battuto del XIV secolo, donata dal Comune di Morro d'Alba al Museo Nazionale d'Artiglieria di Torino nel 1862.
La struttura, oggi riportata all'antico splendore, presenta spazi e architetture di notevole interesse seppur rappresenti solo una piccola parte dell'estensione che questi spazi raggiungono lungo tutta la cinta fortificata.
Questo museo aderisce all'Associazione sistema museale della provincia di Ancona